# Palazzo di Giustizia (Bucarest)
Il Palazzo di Giustizia (in romeno Palatul de Justiție) di Bucarest, in Romania, fu costruito tra il 1890 e il 1895 secondo i progetti degli architetti Albert Ballu (lo stesso architetto che progettò il Palazzo di Giustizia a Charleroi, in Belgio) e Ion Mincu, che guidò anche i lavori di costruzione e disegnò le decorazioni interne, rispettivamente soffitti, pavimenti, ringhiere, scale e mobili.

## Storia
La prima pietra dell'edificio fu posata personalmente dal re Carol I di Romania, il 7 ottobre 1890. Testimoni dell'evento riferiscono che il re firmò l'atto di fondazione su pergamena, lo sigillò con il sigillo reale, e dopo aver indossato un grembiule bianco con nappe d'oro, depose la pergamena nellefondamenta e murò il primo mattone.
L'edificio fu eretto nel luogo in cui funzionava la Corte, durante il Regolamento Organico, nelle tenute dei boiardi Creţulești e Golești, sulla riva destra del fiume Dâmbovița, più precisamente sul terreno situato nel giardino del “Piccolo palazzo” di Brâncovean.
L'esecuzione dei lavori fu assicurata dalla compagnia dell'ingegner Nicolae Cuțarida. All'interno del palazzo c'è una "Sala dei Passi Perduti", proprio come nel Palazzo dell'Università di Iași. L'imponente "Sala dei Passi Perduti", chiamata anche "Sala dell'Orologio", occupa un quarto dei quasi 13.000 m² di superficie dell'edificio. Il nome "Sala dell'Orologio" deriva dal fatto che in questo spazio venne montato un orologio progettato per misurare il "corso dei lavori".
L'esterno dell'edificio ha influenze urbane e il corpo centrale è costruito in uno stile del Rinascimento francese. La parte centrale della facciata è leggermente staccata e scandita da sei robuste lesene. Sotto le volte dell'edificio, sopra l'ingresso principale, ci sono sei statue allegoriche, che rappresentano (da sinistra a destra): attenzione, vigore, legge, giustizia, eloquenza e verità, scolpite da Carol Storck, Frederic Storck, Wladimir Hegel e George Vasilescu.
Altre due statue, che fiancheggiano l'orologio sul tetto, rappresentano forza e prudenza.
L'edificio del Palazzo di Giustizia ha un piano seminterrato, il piano terra parzialmente rialzato e il primo piano, con altezza variabile di circa 20 m fuori terra. Copre una superficie di circa 8500 m² e una superficie sviluppata di circa 27700 m², avente in pianta la forma di un quadrilatero irregolare, con dimensioni di 140 x 90 metri.

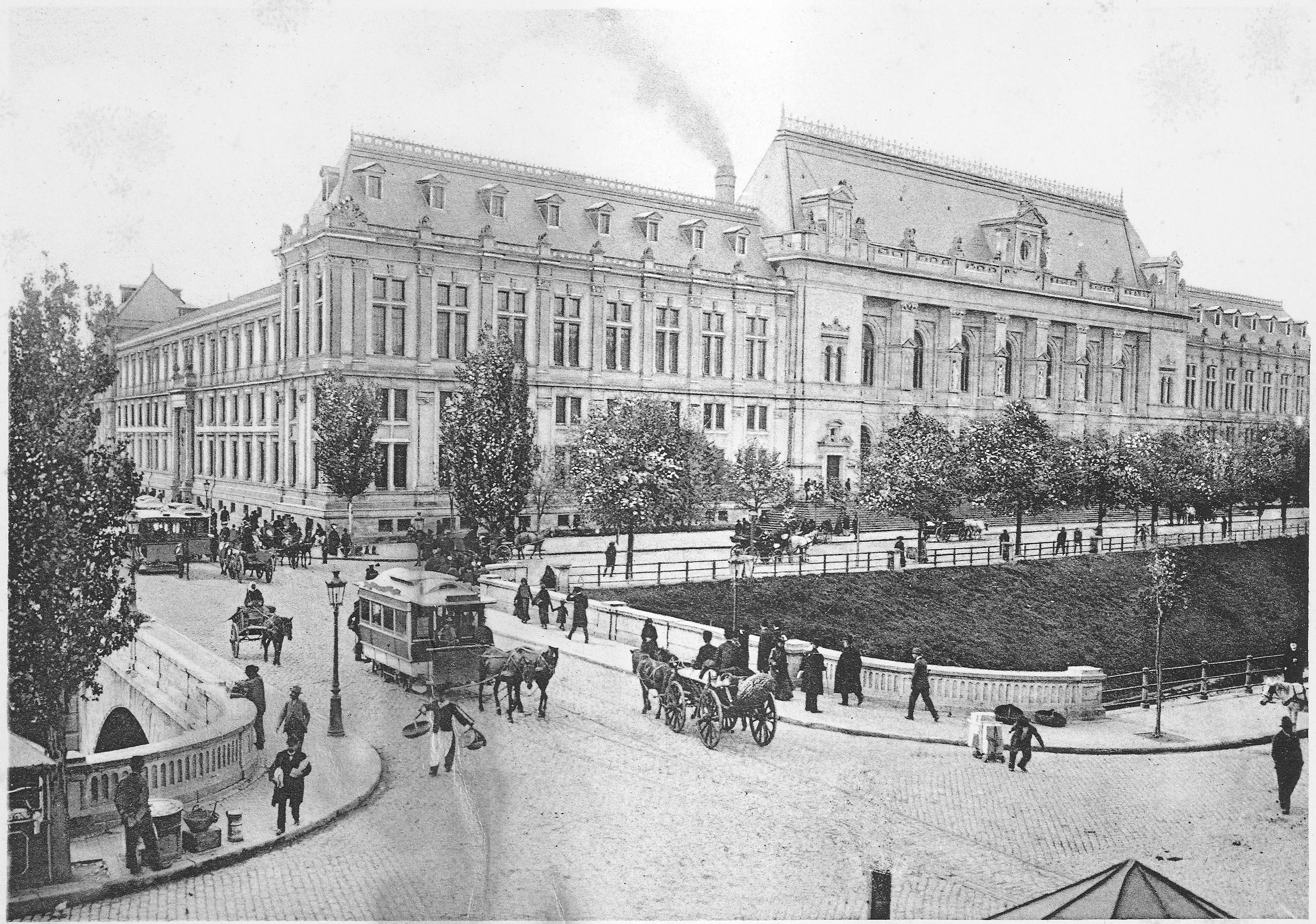
Il Palazzo di Giustizia pochi anni dopo la sua inaugurazione (circa 1900)

L'inaugurazione del Palazzo, avvenuta il 4 ottobre 1895, fu segnata anche dall'elaborazione di un documento ufficiale, su pergamena, con il quale Sua Maestà lasciò questo palazzo "alle corti della Capitale" per essere "la loro sede per il compimento della loro missione in questa alta istituzione del paese". La pergamena venne redatta in 3 esemplari, il primo depositato nel Palazzo, il secondo presso l'Archivio di Stato e il terzo in custodia presso il Ministero della Giustizia. In occasione dell'inaugurazione del Palazzo di Giustizia, è stata coniata la Medaglia dell'inaugurazione del Palazzo di Giustizia di Bucarest, scolpita da Louis Stelmans. La medaglia, in due varianti, una in bronzo patinato e l'altra in argento-ottone, entrambe con un diametro di 6 cm, presenta sul recto il busto a sinistra del re Carlo I e la legenda: “CAROL I REGE AL ROMÂNIEI". Sul verso è modellata la personificazione della Giustizia, un personaggio femminile, seduta in trono, con una spada nella mano destra (simbolo delle forze dell'ordine) e un volume aperto su cui è incisa una torcia e che recita: "NIHIL SINE DEO", e sotto il volume, un libro con la scritta: "LEX". Intorno alla parte superiore, compare la legenda: “INAUGURAREA PALATULUI DE JUSTIȚIE DIN BUCUREȘTI”, e a destra, nella parte inferiore: “XV OTT. MDCCCXCV".
Tra il 1936 e il 1940, quando furono intrapresi ampi lavori di ammodernamento a Bucarest, con la sistemazione del lago sul fiume Colentina, il fiume Dâmbovița fu coperto con una pavimentazione in cemento nell'area del Palazzo di Giustizia, da piazza del Senato (attualmente Piazza delle Nazioni Unite) a Piazza della Nazione (ora Piața Unirii) compresa, Splaiul Independenței divenuta un viale. Questa pavimentazione è stata rimossa in occasione dei lavori di sviluppo del fiume Dâmbovița.
A causa della crescita dei componenti la magistratura, nel 1946 l'edificio subì diverse modifiche interne, soprattutto tramezzature. Successivamente, nel periodo 1954-1956, furono eseguite altre modifiche, poiché si intendeva trasformare l'edificio in un Palazzo della Cultura.
I ripetuti movimenti sismici, ma anche il fragile terreno su cui era stato costruito l'edificio, richiesero sin dall'inizio ripetuti consolidamenti. Soprattutto il terremoto del 1977 causò seri danni all'edificio. Dopo questo terremoto, tra il 1979 e il 1981, furono eseguiti lavori di consolidamento parziale, di scarsa qualità, soprattutto nella "Sala dei Passi Perduti". Il terremoto del 1986 aumentò il degrado dell'edificio, in particolare della struttura. Poiché non c'erano fondi per le riparazioni, venne presa la decisione di vietare l'accesso del pubblico alla "Sala dei passi perduti". A causa delle sue precarie condizioni, nel 1988 il Palazzo venne svuotato. A quel tempo, si desiderava un Palazzo di giustizia a Văcărești e, a tale scopo, il monastero di Văcărești era già stato demolito in seguito alle "indicazioni" di Nicolae Ceaușescu, che aveva visitato il monastero il 2 dicembre 1984, e iniziarono i lavori di fondazione del nuovo Palazzo di Giustizia. Dopo il 1989, l'architetto di Ceausescu, Camil Rogulski, rivelò che nel 1990 era stata prevista la demolizione del Palazzo di Giustizia, poiché considerato troppo instabile e pericoloso.
Il palazzo rimase inutilizzato fino al 1999, quando si decise di consolidarlo e restaurarlo. Al fine di raccogliere una parte delle somme necessarie per i lavori, con l'Ordinanza n. 80 del 30 agosto 1999, venne istituito, presso il Ministero della Giustizia, il Fondo per l'esecuzione dei lavori di consolidamento del Palazzo di Giustizia di Bucarest, che veniva alimentato trasferendo una quota massima del 30% delle entrate da imposte di bollo giudiziarie.

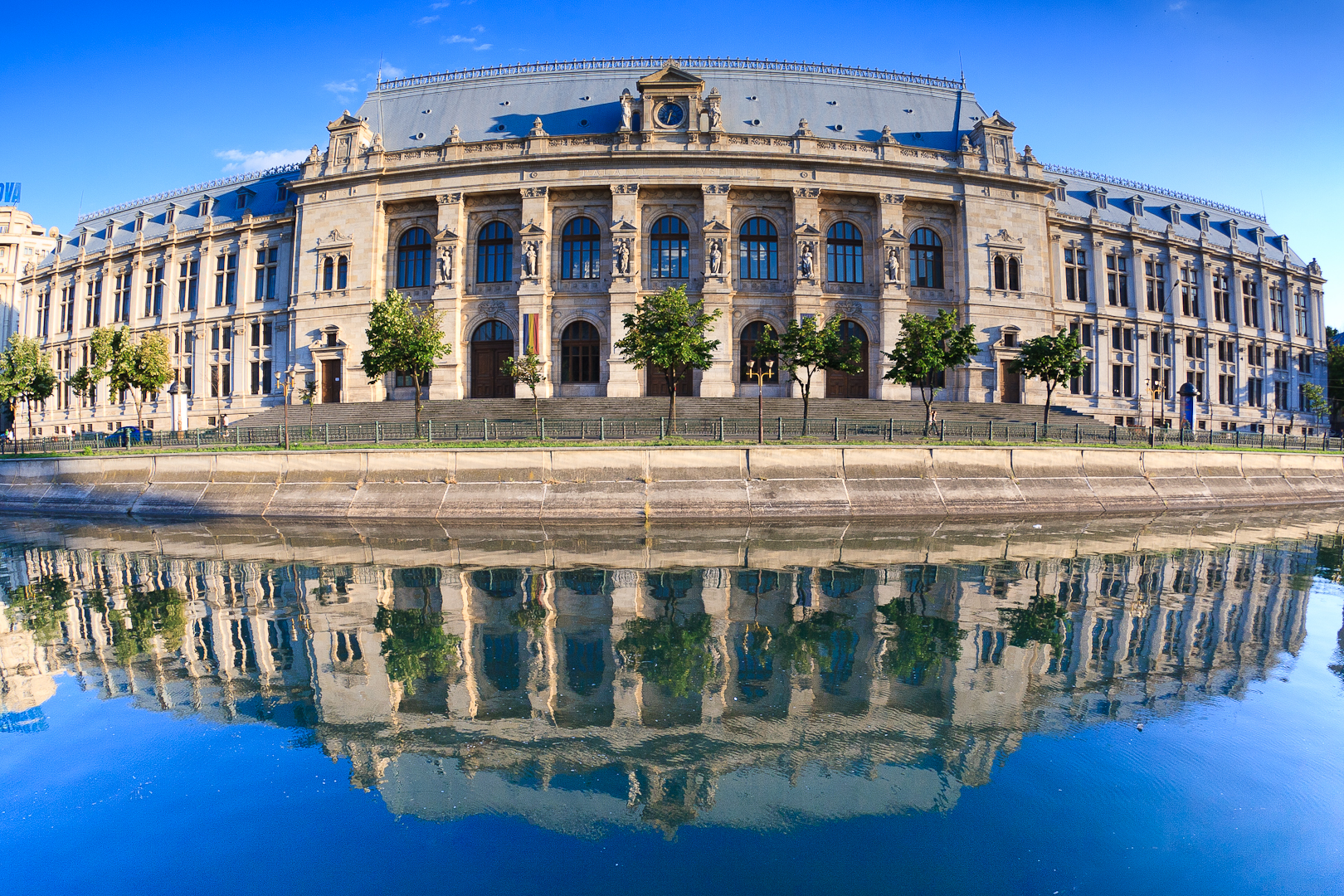
Il rinnovato Palazzo di Giustizia si specchia nelle acque del fiume Dâmboviţa

Nel luglio 2003, durante il governo di Adrian Năstase, iniziarono i lavori di restauro e consolidamento del Palazzo di Giustizia, che durarono tre anni e vennero eseguiti da architetti rumeni e francesi. In occasione dell'inizio dei lavori di consolidamento e restauro, il 19 luglio 2003, venne organizzata una cerimonia per la posa di una nuova pietra alla fondazione del Palazzo di Giustizia di Bucarest. Il restauro e il consolidamento del Palazzo venne eseguito dall'impresa Bouygues. A seguito di una perizia, l'impresa fu costretta a demolire 34.000 m² di pavimento per ripristinarlo in cemento armato. Inoltre, i muri dei 7 cortili interni vennero coperti con diaframmi di cemento armato. Per la pulizia delle facciate venne utilizzata la tecnica del "gommage", che consiste nel proiettare particelle granulari in pressione sulle superfici da pulire. In questa occasione, per la ristrutturazione delle 14 aule (di cui 7 situate al piano terra e le altre 7 al primo piano), è stato utilizzato legno di rovere per i pavimenti, boiserie, porte e mobili.
Dopo il completamento dei lavori, nell'autunno del 2006, sono tornate nel Palazzo di Giustizia, la Corte d'Appello di Bucarest, il Tribunale del Distretto 5, l'Associazione dei Magistrati Rumeni, l'Unione Nazionale degli Avvocati rumeni e di quelli di Bucarest.
Sulla base di discussioni tra organizzazioni professionali e magistrati, alcune stanze del Palazzo di Giustizia sono state intitolate a personalità del campo del diritto. Così, l'aula del tribunale del distretto 5 prese il nome da Andrei Rădulescu (ex presidente dell'Accademia romena, professore di diritto), e la sezione penale ha tre stanze che portano i nomi: Vintilă Dongoroz (uno dei grandi avvocati penalisti rumeni), Ioan Tanoviceanu (che ha posto le basi della procedura penale nel Paese) e Vasile Papadopol (ex giudice presso la Corte d'appello di Bucarest).